# Trijntje Oosterhuis/Diskografie
Diese Diskografie ist eine Übersicht über die musikalischen Werke der niederländischen Jazz- und Pop-Sängerin Trijntje Oosterhuis. Sie war neben ihren Soloalben ebenfalls in der Band Total Touch aktiv. Den Schallplattenauszeichnungen zufolge hat sie bisher mehr als 1,5 Millionen Tonträger verkauft. Ihre erfolgreichsten Veröffentlichungen sind die Studioalben The Look of Love – Burt Bacharach Songbook und Who’ll Speak for Love – Burt Bacharach Songbook II mit je über 160.000 verkauften Einheiten.

## Alben

### Studioalben
| Jahr | Titel                                                             | Höchstplatzierung, Gesamtwochen, AuszeichnungChartsChartplatzierungen (Jahr, Titel, Platzierungen, Wochen, Auszeichnungen, Anmerkungen) | Anmerkungen                                                         |
| Jahr | Titel                                                             | NL | Anmerkungen                                                         |
| ---- | ----------------------------------------------------------------- | --- | ------------------------------------------------------------------- |
| 1999 | For Once in My Life – Songs of Stevie Wonder – Live               | NL— GoldNL | Ariola                                                              |
| 2004 | Strange Fruit – Live with Amsterdam Sinfonietta and The Houdini’s | NL2 Platin · (54 Wo.)NL | Blue Note                                                           |
| 2005 | See You As I Do                                                   | NL5 Gold · (30 Wo.)NL | Capitol Records                                                     |
| 2006 | The Look of Love – Burt Bacharach Songbook                        | NL1 ×2Doppelplatin · (64 Wo.)NL | mit dem Metropole Orchestra, Blue Note                              |
| 2007 | Who’ll Speak for Love – Burt Bacharach Songbook II                | NL2 ×2Doppelplatin · (36 Wo.)NL | mit dem Metropole Orchestra, Blue Note                              |
| 2008 | Ken je mij                                                        | NL8 (34 Wo.)NL | Blue Note                                                           |
| 2009 | Best of Burt Bacharach Live                                       | NL52 (13 Wo.)NL | mit dem Metropole Orchestra, dirigiert von Vince Mendoza, Blue Note |
| 2009 | Never Can Say Goodbye                                             | NL2 Gold · (12 Wo.)NL | mit Leonardo Amuedo, Blue Note                                      |
| 2010 | This Is the Season                                                | NL2 Platin · (6 Wo.)NL | Blue Note                                                           |
| 2011 | Sundays in New York                                               | NL22 (10 Wo.)NL | mit The Clayton-Hamilton Jazz Orchestra, Blue Note                  |
| 2012 | Wrecks We Adore                                                   | NL1 Gold · (49 Wo.)NL | EMI                                                                 |
| 2015 | Walk Along                                                        | NL6 (6 Wo.)NL |                                                                     |
| 2017 | Leven van de liefde                                               | NL7 (9 Wo.)NL |                                                                     |
| 2018 | Mensen veel geluk – Liedjes van haar vader Huub Oosterhuis        | NL11 (5 Wo.)NL |                                                                     |
| 2019 | Dit is voor mij                                                   | NL6 (2 Wo.)NL |                                                                     |
| 2020 | Wonderful Christmastime                                           | NL16 (5 Wo.)NL | mit dem Jazz Orchestra of the Concertgebouw                         |
| 2021 | Everchanging Times – Burt Bacharach Songbook III                  | NL42 (1 Wo.)NL | mit dem Metropole Orchestra                                         |

### Kompilationen
| Jahr | Titel                                         | Höchstplatzierung, Gesamtwochen, AuszeichnungChartsChartplatzierungen (Jahr, Titel, Platzierungen, Wochen, Auszeichnungen, Anmerkungen) | Anmerkungen     |
| Jahr | Titel                                         | NL | Anmerkungen     |
| ---- | --------------------------------------------- | --- | --------------- |
| 2003 | The Best of Total Touch & Trijntje Oosterhuis | NL16 (19 Wo.)NL | Ariola          |
| 2003 | Trintje Oosterhuis                            | NL3 Gold · (54 Wo.)NL | Capitol Records |
| 2005 | We’ve Only Just Begun                         | NL19 (12 Wo.)NL | 2CD, EMI        |
| 2015 | Collected                                     | NL21 (5 Wo.)NL | Universal       |

## Singles
| Jahr | Titel Album                        | Höchstplatzierung, Gesamtwochen, AuszeichnungChartsChartplatzierungen (Jahr, Titel, Album, Platzierungen, Wochen, Auszeichnungen, Anmerkungen) | Anmerkungen                             |
| Jahr | Titel Album                        | NL | Anmerkungen                             |
| ---- | ---------------------------------- | --- | --------------------------------------- |
| 1996 | De zee –                           | NL7 (9 Wo.)NL |                                         |
| 1997 | Wereld zonder jou –                | NL3 Gold · (20 Wo.)NL | mit Marco Borsato                       |
| 1998 | Vlieg met me mee (Het avontuur) –  | NL18 (13 Wo.)NL |                                         |
| 2003 | What About Us –                    | NL23 (5 Wo.)NL |                                         |
| 2003 | Nu dat jij er bent –               | NL14 (8 Wo.)NL | mit Carel Kraayenhof & Janine Jansen    |
| 2004 | Merry Christmas Baby –             | NL6 Platin · (2 Wo.)NL | feat. Candy Dulfer                      |
| 2005 | See You As I Do                    | NL28 (6 Wo.)NL |                                         |
| 2008 | Face in the Crowd Just Go          | NL9 (12 Wo.)NL | mit Lionel Richie                       |
| 2010 | Brief aan jou Succes / Ik ben twan | NL30 (5 Wo.)NL | The Opposites feat. Trijntje Oosterhuis |
| 2012 | Happiness Wrecks We Adore          | NL21 (4 Wo.)NL |                                         |
| 2012 | Knocked Out Wrecks We Adore        | NL15 (14 Wo.)NL |                                         |
| 2013 | Ik zou het zo weer overdoen –      | NL3 (9 Wo.)NL | Marco Borsato met Trijntje Oosterhuis   |
| 2014 | Walk Along –                       | NL35 (5 Wo.)NL |                                         |

Weitere Singles
- 1993: Someday (von E.T.I., Calibre)
- 1999: New York (BMG)
- 2003: It’s You I Need (Capitol Records)
- 2003: Free (Capitol Records)
- 2004: Don’t Say That You Love Me / All of Me (Capitol Records)
- 2005: See You As I Do (Capitol Records)
- 2005: My Angel (Capitol Records)
- 2006: Do You Know the Way to San Jose? (mit dem Metropole Orchestra, Blue Note)
- 2006: That’s What Friends Are For (mit dem Metropole Orchestra, Blue Note)

## Mit Total Touch

### Alben
| Jahr | Titel       | Höchstplatzierung, Gesamtwochen, AuszeichnungChartsChartplatzierungen (Jahr, Titel, Platzierungen, Wochen, Auszeichnungen, Anmerkungen) | Anmerkungen |
| Jahr | Titel       | NL | Anmerkungen |
| ---- | ----------- | --- | ----------- |
| 1996 | Total Touch | NL2 ×4Vierfachplatin · (125 Wo.)NL | Ariola      |
| 1998 | This Way    | NL1 ×2Doppelplatin · (46 Wo.)NL | Ariola      |

Weitere Alben
- 2003: For Once In My Life (NL: Gold)

### Singles
| Jahr | Titel Album                            | Höchstplatzierung, Gesamtwochen, AuszeichnungChartsChartplatzierungen (Jahr, Titel, Album, Platzierungen, Wochen, Auszeichnungen, Anmerkungen) | Anmerkungen |
| Jahr | Titel Album                            | NL | Anmerkungen |
| ---- | -------------------------------------- | --- | ----------- |
| 1996 | One Moment Your Mind Total Touch       | NL23 (6 Wo.)NL |             |
| 1996 | Touch Me There Total Touch             | NL14 (10 Wo.)NL |             |
| 1996 | Somebody Else’s Lover Total Touch      | NL3 Gold · (16 Wo.)NL |             |
| 1997 | Standin’ Strong, Together! Total Touch | NL27 (4 Wo.)NL |             |
| 1998 | I’ll Say Goodbye This Way              | NL5 (14 Wo.)NL |             |
| 1998 | Love Me in Slow Motion This Way        | NL21 (5 Wo.)NL |             |

Weitere Singles
- 1992: Inescapable (7’’, Eigenproduktion)
- 1998: Doo Be La Dee (Ariola)
- 1998: Forgive – Won’t Forget (Ariola)

## Statistik

### Chartauswertung
|                     | NL     |
| ------------------- | ------ |
| Nummer-eins-Alben   | NL2NL  |
| Top-10-Alben        | NL12NL |
| Alben in den Charts | NL20NL |

|                       | NL     |
| --------------------- | ------ |
| Nummer-eins-Singles   | NL—NL  |
| Top-10-Singles        | NL5NL  |
| Singles in den Charts | NL13NL |

### Auszeichnungen für Musikverkäufe
Anmerkung: Auszeichnungen in Ländern aus den Charttabellen bzw. Chartboxen sind in ebendiesen zu finden.
| Land/RegionAuszeichnungen für Musikverkäufe (Land/Region, Auszeichnungen, Verkäufe, Quellen) | Gold     | Platin       | Verkäufe  | Quellen |
| -------------------------------------------------------------------------------------------- | -------- | ------------ | --------- | ------- |
| Niederlande (NVPI)                                                                           | 8× Gold8 | 13× Platin13 | 1.560.000 | nvpi.nl |
| Insgesamt                                                                                    | 8× Gold8 | 13× Platin13 |           |         |